# Ünige
Az Ünige ótörök vagy kun eredetű női név. Jelentése: megbízható. Az erdélyi magyarság, illetve az unitárius egyház körében használatos. Az Ünige név Makkai Sándor erdélyi református püspök Sárga vihar című regényéből származik (1934), amelyben a kun király menyét hívták így.
…A kislány napról-napra jobban hasonlított az anyjához. Néha egészen megdöbbentette őket, mikor felnyitotta a szemét s Ünige mély tekintetével nézett reájuk, mintha a halott asszony maga pillantana ki gyermeke lelkének ablakán.…

## Névnapok
December 5.

## Gyakorisága
Az 1990-es években az Ünige igen ritka név volt, a 2000-es években sem szerepel a 100 leggyakoribb női név között.